# Garam masala

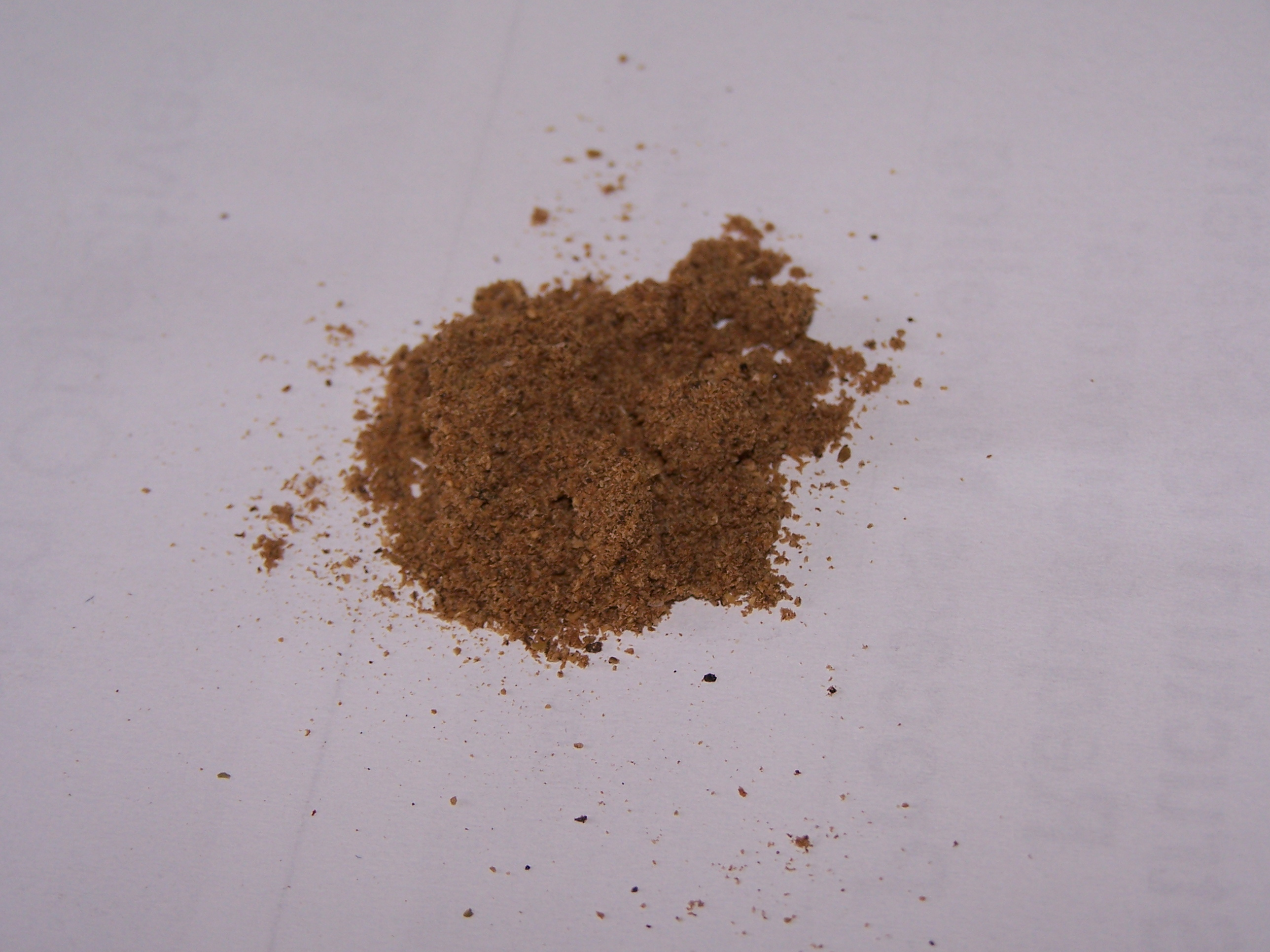
Garam masala empolvorat.

El garam masala (गरम मसाला en hindi) és una mescla d'espècies molt emprada en les cuines índia i pakistanesa. El significat literal de garam masala és "mescla d'espècies". No es tracta d'una mescla especialment picant (en el sentit del pebrot), però té una certa intensitat.

## Composició de la Mescla
Existeixen algunes variants que depenen bastant de la zona de l'Índia. La mescla més tradicional empra:
- Canyella
- Clau
- Nou moscada
- Pebre negre
- Llavors verdes de cardamom o beines de cardamom negre.

## Versions
Existeixen moltes mescles d'origen comercial que inclouen més o menys espècies cares, com ara pebrot vermell, all sec, pols de gingebre, sèsam, llavors de mostassa, cúrcuma, coriandre, clau, pebre negre, cardamomo, canyella, fulles de llorer, comí, nou moscada, i fonoll.
Cal saber que les mescles comercials de garam masala, si no s'han conservat bé o els recipients no són els adequats, poden perdre tot la seva aroma, el veritable valor de la mescla. Per això, és millor tenir les espècies senceres per separat i fer la mescla quan es vagi a cuinar, emprant per a això un molinet o morter amb la intenció de fer la mescla in situ.